# Faro Segunda Barranca
El Faro Segunda Barranca es un faro habitado de la Armada Argentina que se encuentra en la ubicación 40°46′34.65″S 62°16′27.5″O / -40.7762917, -62.274306 entre la denominada Segunda Barranca y Punta Rasa, a aproximadamente 50 km en línea recta de la ciudad de Carmen de Patagones y a 20 km al sur de la bahía San Blas. Se halla en el Partido de Patagones, al sur de la Provincia de Buenos Aires, Argentina.
El faro fue librado al servicio el 10 de junio de 1914. La torre consta de un tubo central y sus patas de menor diámetro, dispuestas en forma hexagonal, con garita en la parte superior, pintada a franjas horizontales blancas y negras. Su altura es de 34 metros. El faro debe su nombre al accidente geográfico donde se encuentra y que fuera impuesto por el piloto español de la Peña en sus reconocimientos del año 1795, para diferenciarla de otro accidente llamado desde muy antiguo, Primera Barranca.